# Sylvia Chang

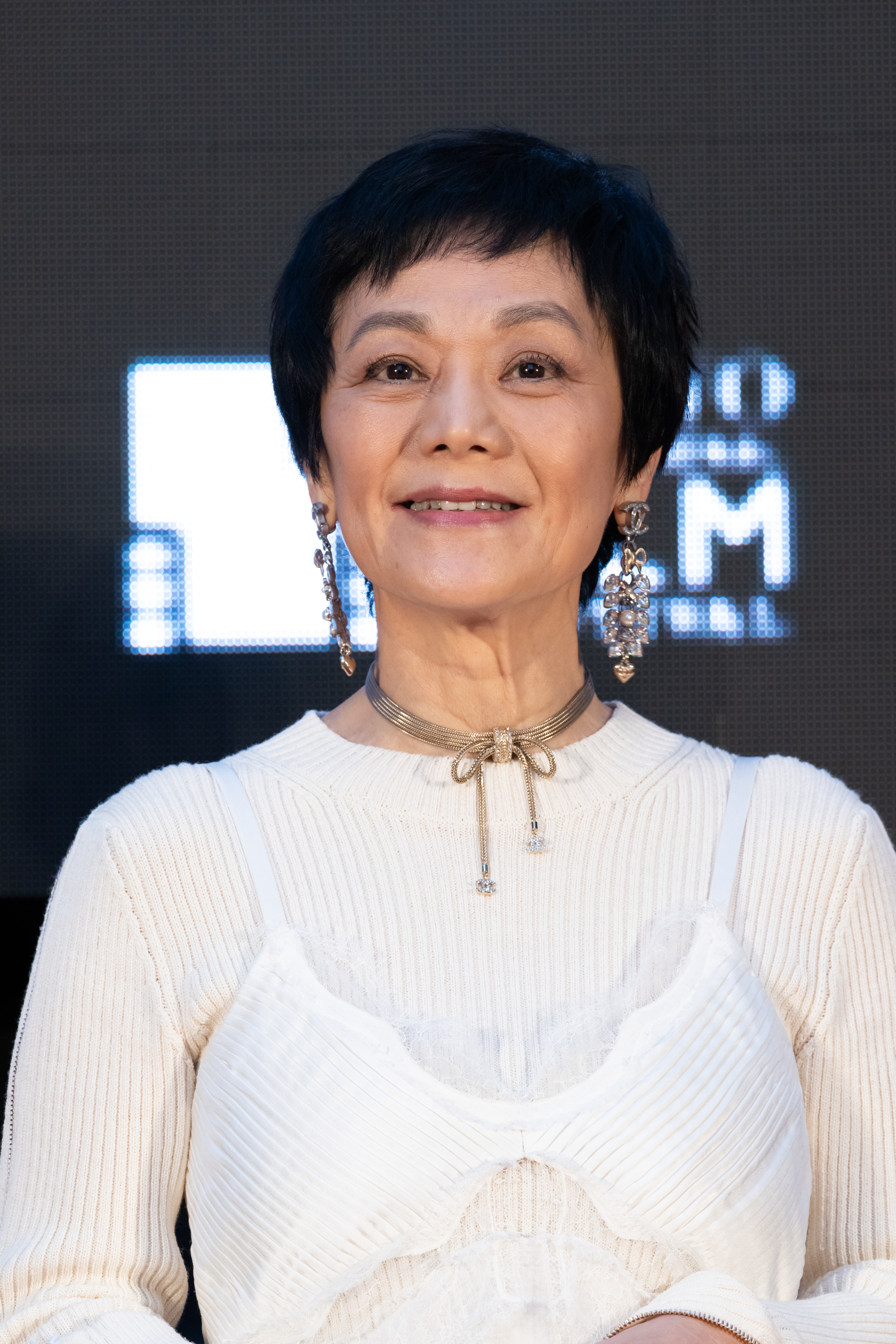
Sylvia Chang (2024)

Sylvia Chang (chinesisch 張艾嘉 / 张艾嘉, Pinyin Zhāng Àijiā, W.-G. Chang Ai-Chia, Jyutping Zoeng1 Ngaai6gaa1, früher 張愛嘉 / 张爱嘉,  Zhāng Àijiā,  Chang Ai-Chia, Jyutping Zoeng1 Oi3gaa1; * 22. Juli 1953 in Chiayi, Taiwan) ist eine taiwanische Schauspielerin, Sängerin, Regisseurin, Drehbuchautorin und Filmproduzentin.

## Leben
Sylvia Chang ist seit Anfang der 1970er Jahre als Schauspielerin in Filmproduktionen aus Taiwan und Hongkong zu sehen. Sie spielte in fast 100 Filmproduktionen und gehört zu den populärsten Schauspielerinnen im chinesischen Raum. Seit Anfang der 1980er Jahre ist sie auch als Filmregisseurin tätig, wobei sie meistens auch die Drehbücher zu ihren Filmen beisteuert und selbst auch Rollen in den Filmen übernimmt.
Sie wurde in ihrer Heimat mehrfach für ihre Arbeiten ausgezeichnet und war Mitglied der internationalen Jury auf der Berlinale 1992. Ihre Regiearbeit 20:30:40 über drei Frauen im Alter von 20, 30 und 40 Jahren im heutigen Taiwan nahm am Wettbewerb der Berlinale 2004 teil.
2018 wurde Chang in die Academy of Motion Picture Arts and Sciences aufgenommen, die jährlich die Oscars vergibt. Im selben Jahr wurde sie in die Wettbewerbsjury der 75. Internationalen Filmfestspiele von Venedig berufen.

## Filmografie (Auswahl)

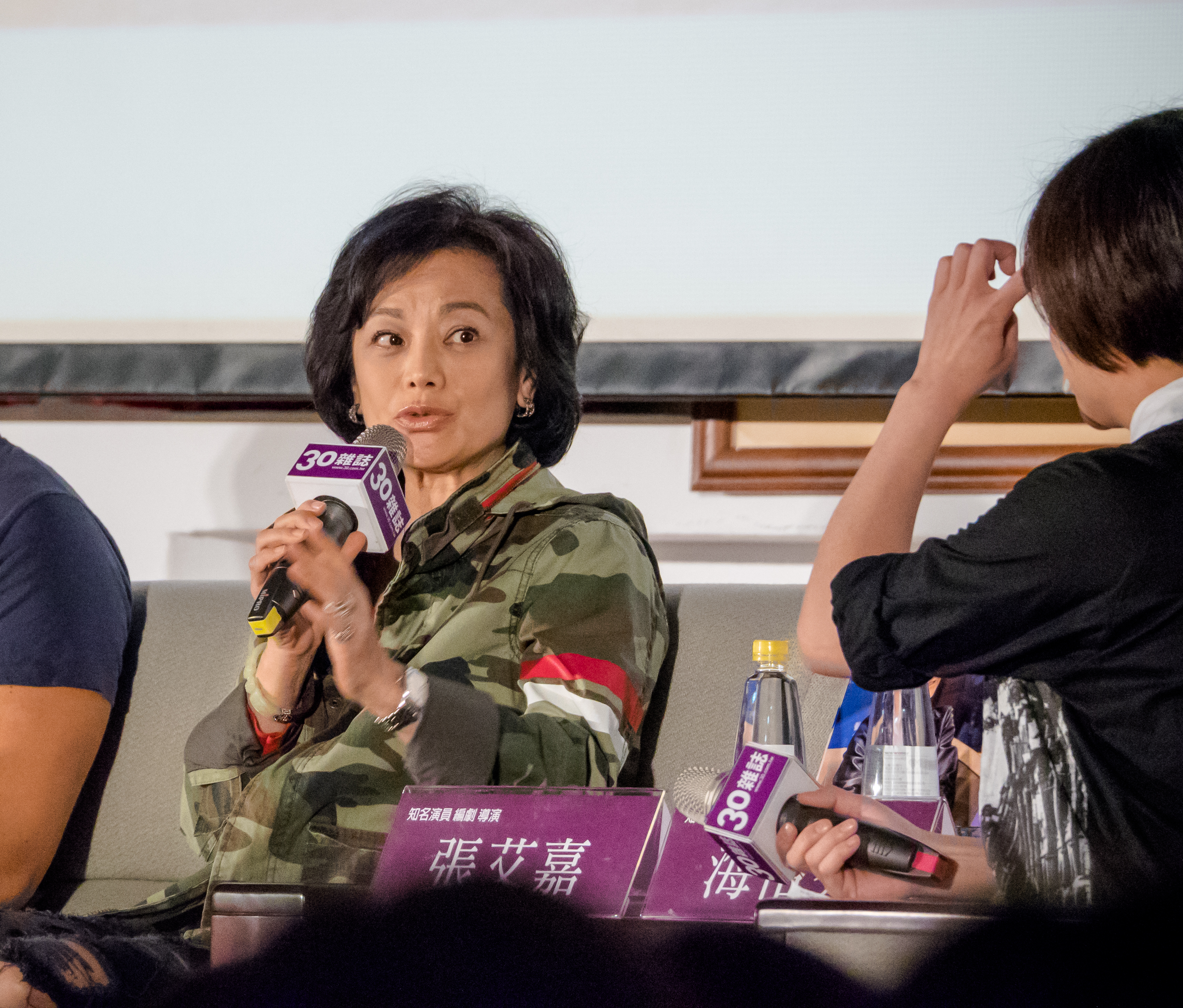
Sylvia Chang – Gesprächsrunde zum Film Murmur of the Hearts, 2015

- 1976: Die längste Brücke; Regie: Shan-Hsi Ting
- 1979: Regen in den Bergen; Regie: King Hu
- 1979: M*A*S*H
- 1982: Die grünen Teufel vom Mekong; Regie: Tim Burstall
- 1982: Mad Mission; Regie: Eric Tsang
- 1983: That Day on the Beach; Regie: Edward Yang
- 1983: Mad Mission 2; Regie: Eric Tsang
- 1984: Shanghai Blues; Regie: Tsui Hark
- 1984: Mad Mission 3; Regie: Tsui Hark
- 1986: Mad Mission 4; Regie: Ringo Lam
- 1988: Ente gut, alles gut; Regie: Clifton Ko
- 1989: All About Ah-Long; Regie: Johnnie To
- 1990: Vollmond in New York; Regie: Stanley Kwan
- 1992: Twin Dragons; Regie: Tsui Hark, Ringo Lam
- 1994: Eat Drink Man Woman; Regie: Ang Lee
- 1998: Die rote Violine; Regie: François Girard
- 2005: American Fusion; Regie: Frank Lin
- 2010: Buddha Mountain; Regie: Yu Li
- 2015: Mountains May Depart; Regie: Zhangke Jia
- 2015: Office; Regie: Johnny To
- 2015: Murmur of the Hearts (auch Drehbuch und Regie)
- 2017: Love Education (auch Drehbuch und Regie)
- 2018: Long Day’s Journey Into Night (Diqiu zuihou de yewan; Regie: Bi Gan)